# 太刀風義経
太刀風 義経（たちかぜ よしつね、1930年8月2日 - 没年不明）は、鹿児島県薩摩郡樋脇町（現役当時、現・同県薩摩川内市）出身で井筒部屋に所属した大相撲力士。本名は岩下 義経（いわした よしつね）。最高位は東前頭20枚目（1957年1月場所）。得意手は右四つ、寄り、下手投げなど。現役時代の体格は175cm、90kg。

## 来歴
18歳の時、上京して井筒部屋に入門し、1949年5月場所で初土俵を踏んだ。同期の初土俵には、後の前頭・高錦らがいる。同年10月場所では、12勝3敗と大勝ちし、序ノ口優勝を果たした（当時は、幕下以下も初日から千秋楽まで取組があった）。初めて番付に付いた時より「太刀風」を名乗り、以後、廃業までこの四股名で通している。
その後も着実に出世し、1955年1月場所で新十両に昇進。
十両7場所目の1956年5月場所では11勝4敗と好成績を挙げ、福ノ海や羽子錦らとの決定戦を制して十両優勝を遂げた。そして、翌場所もその余勢で9勝6敗と勝ち越し、1957年1月場所にて新入幕を果たした。
だが幕内では苦戦し、4勝11敗と大きく負け越して1場所で十両へ陥落。結局、幕内はこの1場所しか務まらなかった。
その後は暫く十両に在ったが、1959年3月場所で幕下に陥落。同年9月場所以降は関取復帰ならず、1960年1月場所後、29歳で廃業した。
現役晩年の十両時代、幕下にいた納谷（後の大鵬）と1度だけ対戦し、敗れている（1959年1月場所・9日目）。

## 主な戦績
- 通算成績：279勝290敗 勝率.490
- 幕内成績：4勝11敗 勝率.267
- 現役在位：44場所
- 幕内在位：1場所
- 各段優勝
  - 十両優勝：1回（1956年5月場所）
  - 序ノ口優勝：1回（1949年10月場所）

### 場所別成績
| | 一月場所 初場所（東京） | 三月場所 春場所（大阪） | 五月場所 夏場所（東京） | 七月場所 名古屋場所（愛知） | 九月場所 秋場所（東京） | 十一月場所 九州場所（福岡） |
| --- | ----------------------- | ----------------------- | ----------------------- | --------------------------- | ----------------------- | --------------------------- |
| 1949年 （昭和24年） | x                       | x                       | （前相撲）              | x                           | 東序ノ口7枚目 優勝 12–3 | x                           |
| 1950年 （昭和25年） | 西序二段8枚目 9–6       | x                       | 東三段目25枚目 5–10     | x                           | 西三段目33枚目 8–7      | x                           |
| 1951年 （昭和26年） | 東三段目27枚目 10–5     | x                       | 西三段目10枚目 8–7      | x                           | 東三段目7枚目 8–7       | x                           |
| 1952年 （昭和27年） | 西三段目2枚目 5–3       | x                       | 西幕下27枚目 6–9        | x                           | 西幕下29枚目 7–8        | x                           |
| 1953年 （昭和28年） | 東幕下29枚目 8–7        | 東幕下22枚目 3–5        | 東幕下24枚目 5–3        | x                           | 東幕下13枚目 4–4        | x                           |
| 1954年 （昭和29年） | 西幕下11枚目 5–3        | 東幕下3枚目 4–4         | 東幕下2枚目 4–4         | x                           | 東幕下筆頭 5–3          | x                           |
| 1955年 （昭和30年） | 西十両19枚目 8–7        | 西十両18枚目 9–6        | 東十両10枚目 9–6        | x                           | 西十両6枚目 4–11        | x                           |
| 1956年 （昭和31年） | 西十両9枚目 7–8         | 西十両11枚目 7–8        | 東十両12枚目 優勝 11–4  | x                           | 西十両筆頭 9–6          | x                           |
| 1957年 （昭和32年） | 東前頭20枚目 4–11       | 東十両3枚目 7–8         | 西十両4枚目 7–8         | x                           | 西十両6枚目 6–9         | 西十両8枚目 8–7             |
| 1958年 （昭和33年） | 東十両8枚目 6–9         | 西十両11枚目 7–8        | 東十両12枚目 5–10       | 西十両18枚目 6–9            | 東十両23枚目 10–5       | 東十両18枚目 6–9            |
| 1959年 （昭和34年） | 東十両22枚目 6–9        | 西幕下3枚目 4–4         | 西幕下3枚目 6–2         | 東十両20枚目 5–10           | 西幕下5枚目 3–5         | 西幕下9枚目 2–6             |
| 1960年 （昭和35年） | 東幕下24枚目 引退 1–7–0 | x                       | x                       | x                           | x                       | x                           |
| 各欄の数字は、「勝ち-負け-休場」を示す。 優勝 引退 休場 十両 幕下 三賞：敢=敢闘賞、殊=殊勲賞、技=技能賞 その他：★=金星 番付階級：幕内 - 十両 - 幕下 - 三段目 - 序二段 - 序ノ口 幕内序列：横綱 - 大関 - 関脇 - 小結 - 前頭（「#数字」は各位内の序列） |                         |                         |                         |                             |                         |                             |

### 幕内対戦成績
| 岩風   | 1 | 0 | 大晃           | 0 | 1 | 大蛇潟 | 1 | 0 | 起雲山 | 0 | 1 |  |  |
| 清恵波 | 0 | 1 | 国登           | 0 | 1 | 羽嶋山 | 0 | 1 | 平鹿川 | 1 | 0 |  |  |
| 福ノ海 | 0 | 1 | 前ノ山(佐田岬) | 0 | 1 | 八染   | 0 | 1 | 吉井山 | 1 |   |  |  |

## 改名歴
- 岩下 義経（いわした よしつね）1949年5月場所※前相撲のみ
- 太刀風 義経（たちかぜ よしつね）1949年10月場所 - 1960年1月場所